# The French Lieutenant's Woman (boek)
The French Lieutenant's Woman (in het Nederlands vertaald als Het liefje van de Franse luitenant) is een als postmodern betitelde historische roman uit 1969 van de Britse schrijver John Fowles. Het was zijn derde gepubliceerde roman, na The Collector (1963) en The Magus (1965). 
De roman speelt zich af in het Engeland van 1867 en onderzoekt de beladen relatie van de gentleman en natuurliefhebber Charles Smithson en Sarah Woodruff, een voormalige gouvernante en zelfstandige vrouw op wie hij verliefd wordt. Charles' geplande huwelijk met Ernestina Freeman loopt hierdoor stuk. Het verhaal van de roman bekritiseert de gangbare conventies van historische romans.

## Achtergronden
In 2005 koos Time Magazine het boek als een van de 100 beste Engelstalige romans die sinds 1923 waren gepubliceerd.
Voordat Fowles dit boek publiceerde, had hij zijn literaire reputatie reeds gevestigd middels zijn romans The Collector (1963) en The Magus (1965). Tijdens het schrijven van The French Lieutenant's Woman werkte hij aan het scenario voor de verfilming van The Magus (1968). Bovendien was op The Collector (1965) reeds een film gebaseerd die Fowles verder onder de aandacht van het grote publiek bracht.
Fowles zou bij het schrijven van dit werk zijn geïntrigeerd door de alwetende verteller zoals die in de 19e-eeuwse literatuur opkwam, met name in de romans van Thackeray.

## Vertaling
- De minnares (1970)
- Het liefje van de Franse luitenant (1977, div. heruitgaven)

## Verfilming
Het boek werd in 1981 verfilmd met o.a. Meryl Streep en Jeremy Irons in de hoofdrollen.